# Península de Taimyr
La península de Taimyr (en ruso: Полуостров Таймыр, Таймырский полуостров) es una gran península de Rusia, ubicada en la zona de Siberia, que forma la parte más septentrional del continente asiático. Estrictamente hablando, visto el mapa, tiene poco de península: es más bien una región geográfica que avanza hacia el norte ártico. Se encuentra delimitada por las aguas del golfo del Yeniséi, al oeste; las del mar de Kara, al norte; y las del golfo de Játanga del mar de Láptev, al este; al sur, su límite continental está formado por el curso del río Játanga.
Administrativamente, toda la península pertenece al Krai de Krasnoyarsk de la Federación de Rusia.
La península es el último lugar natural conocido donde habitó el buey almizclero fuera de América del Norte. Fueron reintroducidos con éxito en 1975.
En la península discurren algunos ríos importantes que desaguan directamente al mar de Kara, como el río Taimyr o el río Piásina.

## Historia

Los ríos de Taimyr bautizados por Konstantin Petrov.

Taimyr permaneció deshabitada durante mucho tiempo debido a su duro clima, pero ya en el Paleolítico Tardío (hace 45.000 años), durante la época interglaciar, correspondiente a ISI 3, la península estuvo habitada por humanos, como demuestra el descubrimiento del Mamut de Sopkargin, en cuyo hueso cigomático los científicos han identificado daños producidos por la pesada lanza de los cazadores primitivos.
El pueblo Yakutia llegó a la cuenca del río Jeta en el V-IV milenio antes de Cristo - que eran cazadores mesolíticos de renos (Tagenar VI).

### Primeras culturas cerámicas y metalúrgicas
En el III milenio a. C. existió una cultura Baikit con desarrollo de cerámica. Esta cultura era originaria de Siberia occidental, y estaba asociada a los habitantes de la zona del río Tunguska Pedregoso (un afluente del Yenisei) y el Chulim (afluente del Obi).
En el II milenio antes de Cristo las tribus de la cultura Ymyyakhtakh, relacionadas con los Yukagirs, penetraron desde el este hasta Taimyr.
El antiguo asentamiento de Ust-Polovinka se encuentra a 100 kilómetros al norte de Norilsk, en la desembocadura del río Polovinka, evidencia trabajos de metalurgia. El cobre se extraía directamente de la superficie a 50 kilómetros al oeste de Ust-Polovinka. Allí se encontró en la ladera norte de la Meseta de Kharaelakh (Piedra de abeto) el pliegue de Norilsk con yacimientos minerales.
Un asentamiento único de varias capas (Pyasina IV-A) cerca de Ust-Polovinka ha atraído la atención de los arqueólogos. Durante las excavaciones de este yacimiento se encontraron restos de la cultura Pyasina. En este contexto, se encontró el trabajo de hierro más antiguo del Ártico, que data del siglo XVIII antes de Cristo. Aquí también se encontró bronce al estaño, el bronce más perfecto.
La datación por radiocarbono de la cultura metalúrgica de Pysin en el Taimyr data del siglo IX al IV antes de Cristo.
En tiempos históricos, los Tavgi habitaban aquí el sureste de la península. - La tribu yukaghir más occidental, asimilada por los samoyedos e incorporada a los nganasanos.
Basándose en los materiales del yacimiento de Taimyr occidental de Duna III (siglos IX-XII) Leonid Khlobystin define la cultura Vozhpai
Los nganasanos como etnia distinta de los samoyedos se formaron en Taimyr en la segunda mitad del siglo XVII y principios del XVIII. Se componía de varios grupos tribales (samoyedos piasidas, kuraki, tidiris, tavgi, etc.). En verano los nganasanos se alejaban por la península de Taymyr en trineos tirados por renos, en invierno asentaban a sus congéneres en los límites septentrionales de la taiga siberiana.

## Población

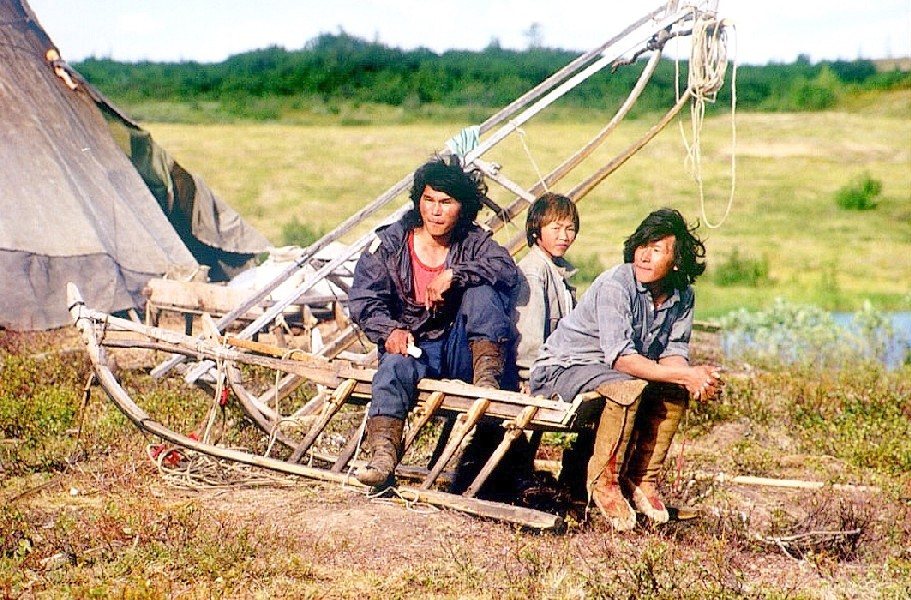
Pueblo indígena nenets de Taimyr.

El pueblo nénets, también conocido como samoyedos, es un pueblo indígena de la Rusia ártica septentrional, y algunos viven en la península de Taimyr.
El pueblo nganasan es un pueblo samoyedo indígena que habita en Siberia central, incluida la península de Taimyr. En la Federación Rusa, están reconocidos como uno de los pueblos indígenas del norte de Rusia. Residen principalmente en los asentamientos de Ust-Avam, Volachanka y Novaya en el Distrito Taymyrsky Dolgano-Nenetsky de Krasnoyarsk Krai, con poblaciones más pequeñas que residen también en las ciudades de Dudinka y Norilsk. La ubicación aislada del pueblo nganasán les ha permitido mantener prácticas chamánicas incluso en el siglo XX.

## Economía
La compañía MMC Norilsk Nickel lleva a cabo operaciones mineras en la zona, con una fundición en la ciudad de Norilsk, cerca de la península. El concentrado de mineral de níquel y otros productos de la compañía son transportados en un corto ferrocarril a la ciudad portuaria de Dudinka, a orillas del río Yeniséi, y desde allí por barco hacia Múrmansk y otros puertos.

## Fauna y flora

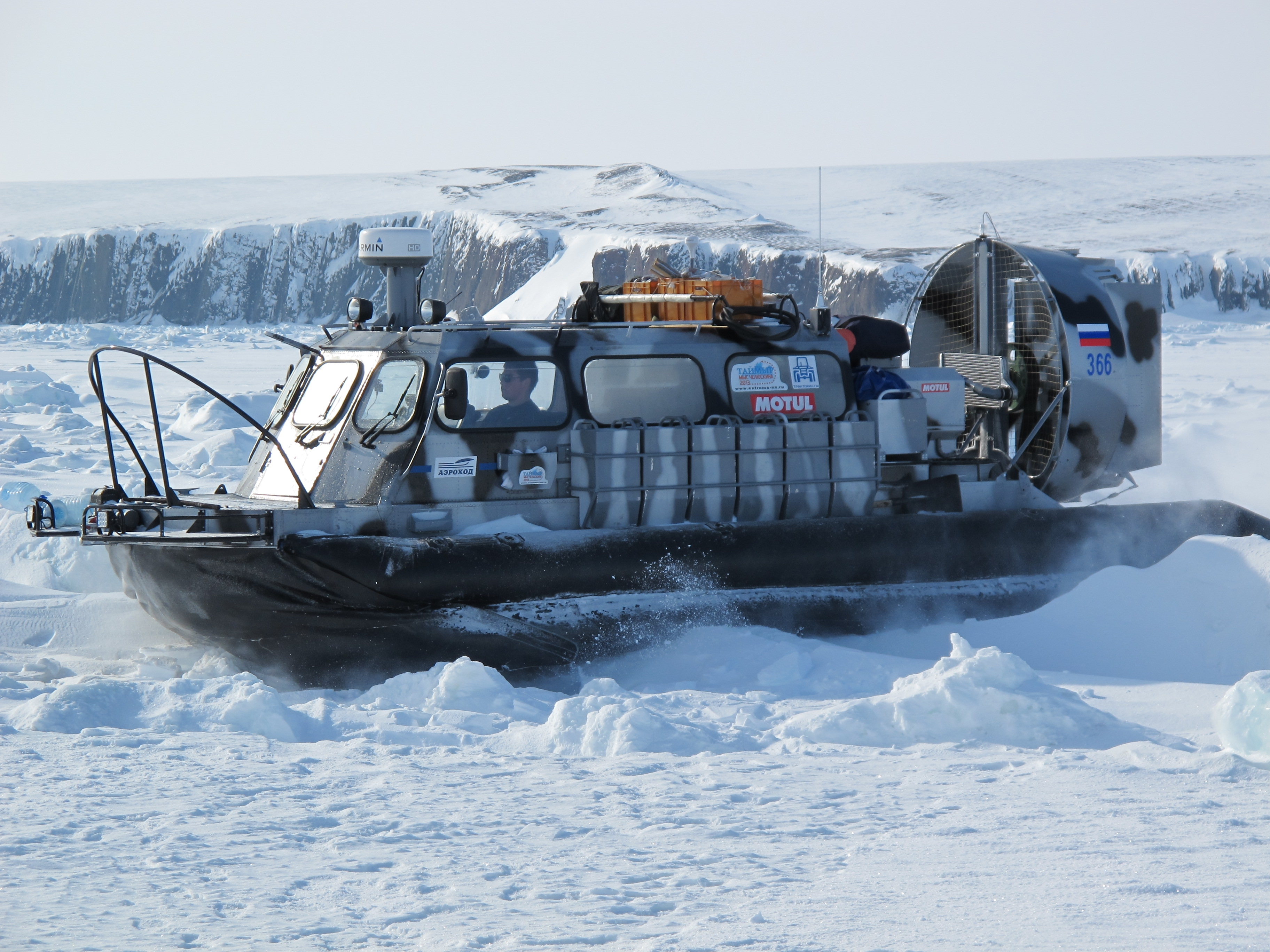
La expedición a la península de Taimyr en dos barcos y aerodeslizadores Hivus-10 de abril de 2013.

En el norte de Siberia, la fauna y la flora tienen solamente un periodo de dos meses al año para garantizar su reproducción. Cada verano, el sol de medianoche junta multitudes de especies. Los renos emigran y se codean con millares de osos polares y focas. A su vez, aves de Europa, África y Asia van a Taimyr, la mayor concentración de aves salvajes del mundo.
Esta zona es una ecorregión de la ecozona paleártica de la World Wide Fund for Nature, la «Tundra de Siberia Central y península de Taimyr».

### Flora
La parte norte de Taimyr se caracteriza por una ausencia casi total de líquenes y una pequeña distribución de tundras de musgo. Los arbustos están representados aquí por el arándano rojo, el romero silvestre, la hierba de perdiz. En las tierras bajas de la tundra de Taimyr están cubiertas de musgo, sobre el que aparecen plantas con flores en verano, y en algunos lugares hay arbustos de sauces polares. La cubierta de hierba del norte de Taimyr es bastante pobre, pero en el sur la hierba crece abundantemente. Hay colas de caballo, hierba azul, cola de zorro, amapola polar. Las flores más valiosas en Taimyr se consideran freír (en otras áreas también se les llama luces). En la parte sur de la península de Taimyr, también crecen arbustos de tundra, que consisten en abedules enanos.
La tundra forestal se encuentra al sur de la tundra típica. La vegetación leñosa en Taimyr llega tan al norte como en ningún otro lugar del mundo, casi hasta los 73° N. (en la región del río Khatanga, los bosques Ary-Mas y Lukunsky). Valles fluviales de la cuenca del río Khatanga al norte de 68°N. cubierto de un bosque de alerces, piceas y abedules. Los árboles alcanzan una altura de 20 o más metros con un diámetro de hasta un metro en la base. Bien adaptado a las condiciones de la tundra forestal, el alerce dahuriano reemplaza al alerce siberiano al este de las cabeceras del río Pyasina, yendo hacia el norte en forma de bosques y árboles solitarios hasta los 72°55'07"N, y en forma enana hasta los 73°04'32"N.
Los árboles en la tundra del bosque tienen una apariencia oprimida (" bosque torcido "), muchos árboles tienen las copas secas, muchos parecen acurrucarse en el suelo.
Por encima de los 300-350 metros sobre el nivel del mar, domina la tundra montañosa. En el bosque-tundra, vastas áreas están cubiertas de líquenes, incluido el musgo de reno, que, junto con los arbustos, es el alimento principal de los renos.
Entre los hongos superiores en Taimyr, se encuentran agárico de mosca, boletus, champiñones de leche, russula y rebozuelos.[7]

## Ecología
En la península se encuentra el último buey almizclero natural conocido fuera de Norteamérica, que se extinguió hace unos 2.000 años. Fueron reintroducidos con éxito en 1975. La población creció hasta los 2.500 animales en 2002, aumentando hasta los 6.500 en 2010.
Un estudio realizado en 2021 descubrió que, según el ADNe, los mamuts lanudos sobrevivieron en la península de Taimyr hasta hace entre 3.900 y 4.100 años, aproximadamente al mismo tiempo que la población de la isla de Wrangel. La península de Taimyr, con su hábitat más seco, puede haber servido como refugio para la estepa de mamuts, apoyando a los mamuts y otros mamíferos extendidos de la Edad de Hielo como los caballos salvajes (Equus sp.).

Elementos conspícuos de la ecología de Taimyr
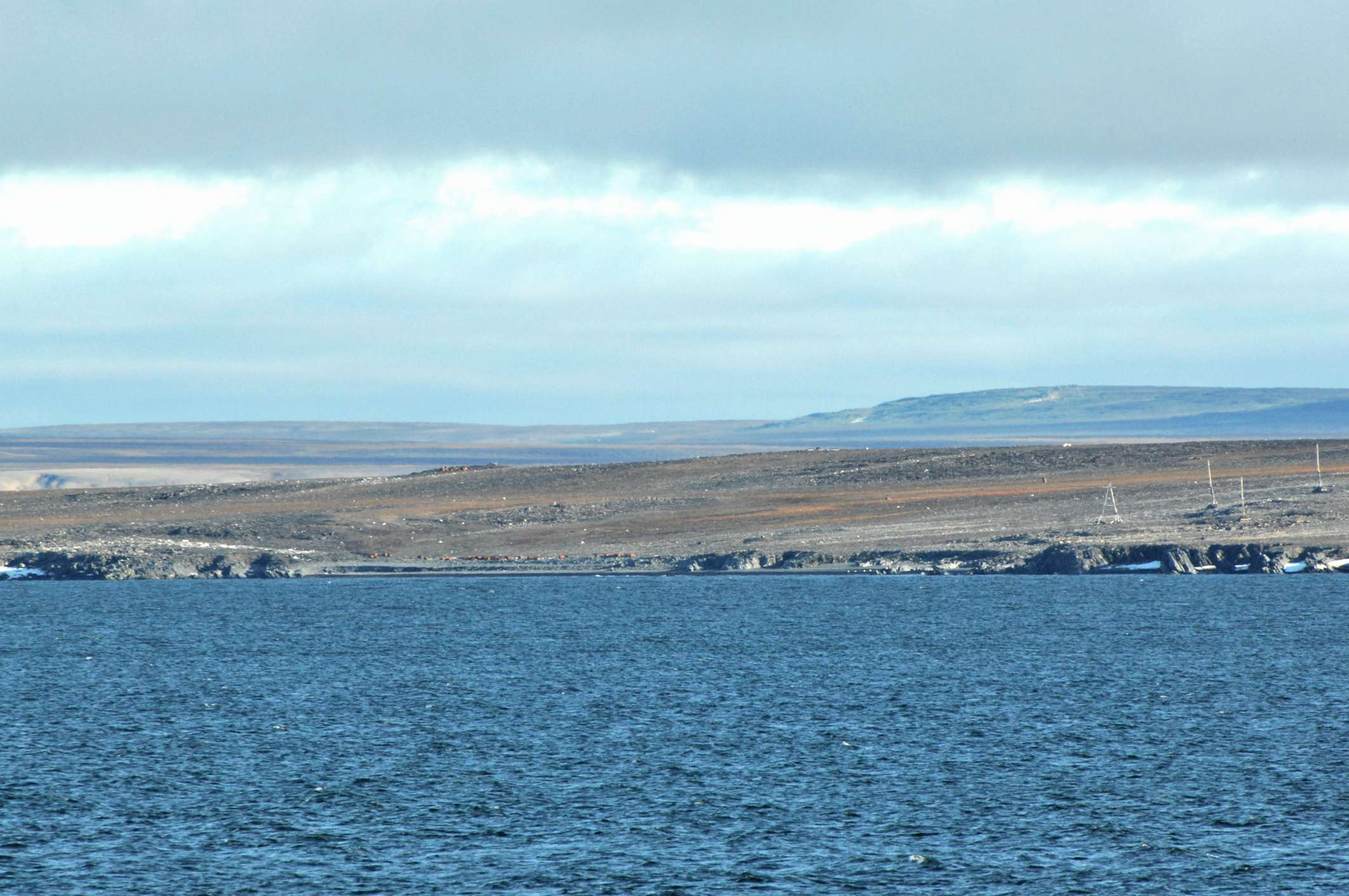
Cabo Chelyuskin, punto más septentrional de Rusia y del continente afroeuroasiático; 77°43'22"N, 104°15'13"E
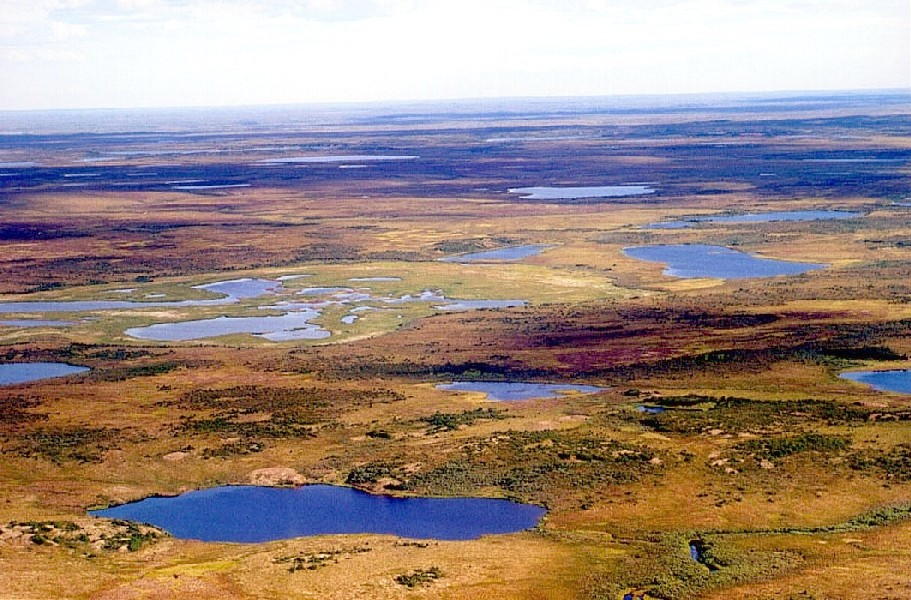
Paisaje de tundra en Taimyr
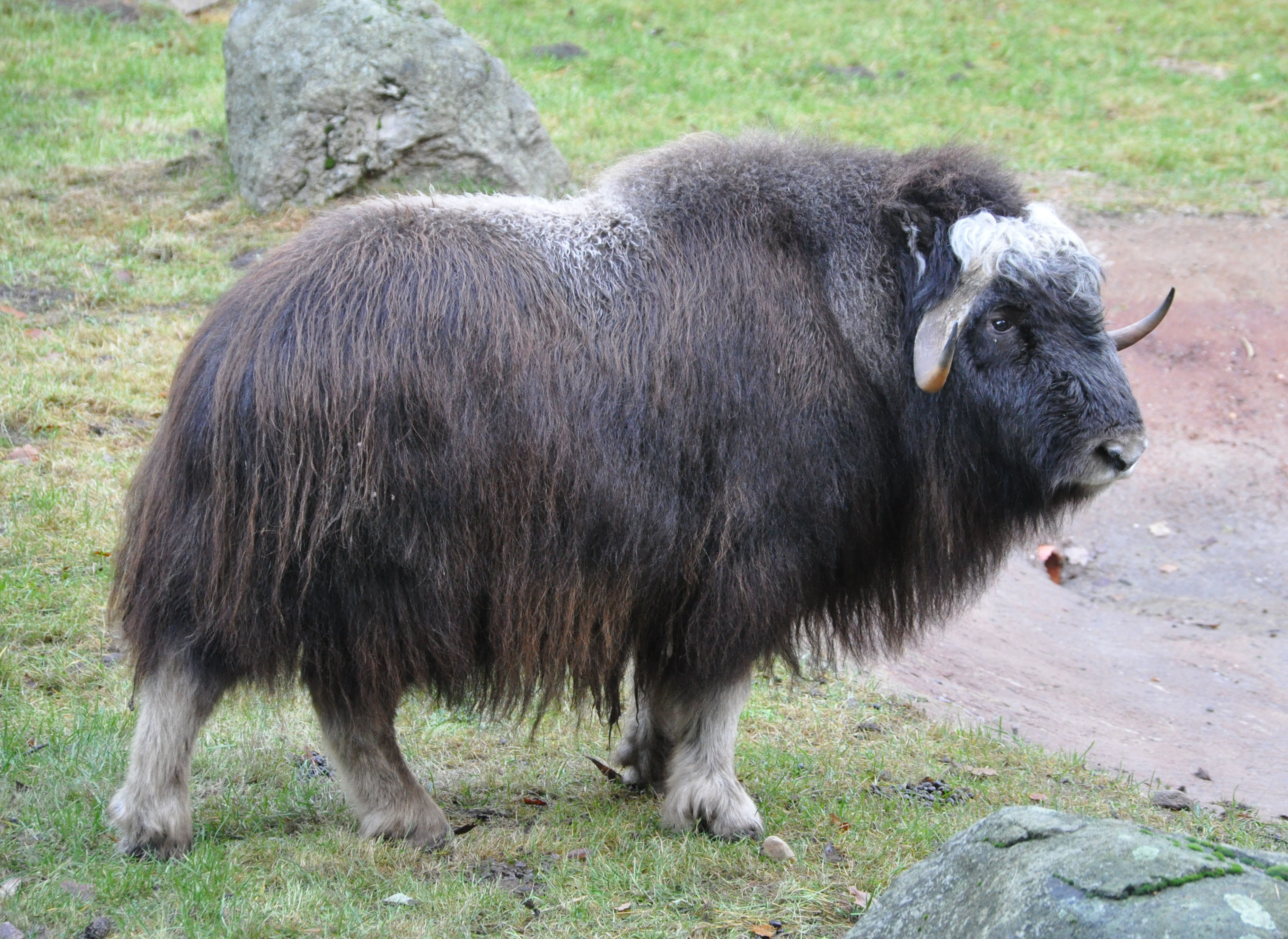
Buey almizclero, un mamífero del Ártico de la familia Bovidae, reintroducido con éxito en la región de la península de Taimyr en 1975.

## Sitio Ramsar del delta del Gorbita
El delta interior del río Gorbita se encuentra en la península de Taimyr (73°00′N 94°55′E). En 1994, fue declarado sitio Ramsar número 699 con una extensión de 750 km². Abarca el valle inferior del río Gorbita, las turberas adyacentes, lagos y una parte de tundra que incluye praderas, Eriophorum y turberas poligonales. Estos hábitats albergan poblaciones de aves acuáticas que crían y mudan aquí, en particular ánsar careto, ánsar campestre y barnacla cuellirroja. Es una de las zonas de cría de la península más importante para los gansos. Las actividades humanas incluyen caza del zorro ártico y pesca.